# Femettan
Femettan var ett frågesportprogram från Sveriges Television med Staffan Ling som programledare. Det första programmet sändes 7 februari 1983 och det sista 1994. Signaturmelodi var You are a Winner av Earth, Wind & Fire.
Kända personer som Bert-Åke Varg, Stellan Sundahl, Bosse Parnevik, Gunilla Åkesson och Laila Westersund medverkade som bisittare i programmet. Bengt Andersson var bakgrundsspeaker.

## Koncept
Varje tävling bestod av två lag, med en tävlande och en bisittare vardera. Bisittaren hade till uppgift att beskriva ett ord med hjälp av en synonym. Totalt fem ord skulle beskrivas, och dessa fem ord skulle fungera som ledtrådar till ett annat ord som båda gemensamt skulle försöka lösa. Om laget lyckades lösa denna uppgift, fick laget en poäng, och det gällde att först komma upp till tre poäng. Om tävlaren gissade fel ord, gick turen över till det andra laget.
Ett exempel, där Stellan Sundahl en gång hade som uppgift att beskriva ordet fisk fem gånger (vilket han gjorde med ordet havsinvånare), var den slutgiltiga lösningen femöring. Ett annat var då en medtävlande fick säga ordet Vroom 8 gånger. Svaret var V8.
Under årens lopp ändrades reglerna något, så att de fem ledtrådsorden i stället bildade en mening, som skulle leda till poängsordet. Ett exempel på detta var kinkig pissnisse spolar pissad blöja. Svaret på dessa ledtrådsord var Johan, vilket anspelade på en kontroversiell reklamfilm för blöjor som gick på TV vid denna tidpunkt.
Det lag som först kom upp till tre poäng gick vidare till final, där bisittaren fick beskriva 10 ord på 60 sekunder, från A-J, eller från K-U, medan det andra laget åkte ur tävlingen. Om den tävlande i finalen lyckades klara alla 10 ord innan tiden tog slut vann denne en resa, och fick även fortsätta tävla mot ett nytt lag, med chans att vinna en ny resa. Om den tävlande inte hann, ersattes båda lagen i en ny omgång.